# Max Jacob
Max Jacob [maks žakob] (také Jakob; 12. července 1876 Quimper – 5. března 1944 koncentrační tábor Drancy) byl francouzský básník, malíř a spisovatel.

## Život

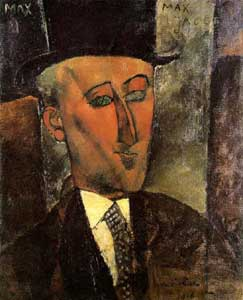
Amedeo Modigliani: Max Jacob, olej na plátně, 1916

Pocházel z chudé židovské rodiny, mládí prožil v Quimperu v západní Francii a sám o sobě napsal, že pět let žil jako námořník. Pak se usadil v Paříži a 1897 se rozhodl pro uměleckou dráhu. Byl jedním z prvních přátel P. Picassa hned po jeho příchodu do Paříže, učil ho francouzsky a společně bydleli na Boulevardu Voltaire. Jacob ho seznámil s Guillaume Apollinairem, s J. Cocteauem a s A. Modiglianim, který Jacoba několikrát portrétoval. Seznámil se také s budoucím politikem a odbojářem J. Moulinem a dalšími významnými osobami.
Roku 1915 se dal pokřtít a léta 1921 až 1928 strávil v ústraní, v klášteře Saint-Benoît-sur-Loire, kam se po různých cestách a pobytech v Paříži roku 1936 zase vrátil. 24. února 1944 ho po ranní mši zatklo gestapo a odvleklo do Orléans a pak do tábora v Drancy, kde zemřel na zápal plic. Jeho sourozenci zahynuli v Osvětimi. Jacob byl nejprve pohřben v Ivry a roku 1949 na přání svých přátel přenesen do Saint-Benoît-sur-Loire. Posmrtně byl vyznamenán Řádem čestné legie.

## Dílo
Literární i výtvarné dílo M. Jacoba spojuje symbolismus se surrealismem a s křesťanskou mystikou. Vydal řadu knih, románů a básní v próze, a své obrazy vystavoval v letech 1930 a 1938 v New York City.
- 1910 – Le Christ à Montparnasse ("Kristus na Montparnasu")
- 1911 – Saint-Matorel ("Svatý Matorel")
- 1911 – La Côte ("Stráň")
- 1912 – Œuvres burlesques et mystiques de Frère Matorel ("Burleskní i mystická díla bratra Matorela")
- 1914 – Le Siège de Jérusalem‚ grande tentation céleste de Frère Matorel ("Obléhání Jeruzaléma, velké nebeské pokušení bratra Matorela")
- 1917 – Le Cornet à dés ("Kalíšek na kostky")
- 1918 – Le phanérogame
- 1919 – La Défense de Tartufe ("Obrana Tratuffova")
- 1920 – Cinématoma
- 1921 – Le laboratoire central ("Ústřední laboratoř")
- 1921 – Le Roi de Béotie ("Beotský král")
- 1922 – Le Cabinet noir ("Černý pokojík")
- 1922 – Art Poétique ("Poetické umění")
- 1923 – Filibuth ou la Montre en or ("Filibut čili zlaté hodinky")
- 1923 – Le Terrain Bouchaballe
- 1924 – Visions infernales ("Pekelná vidění")
- 1924 – L'Homme de chair et l'Homme reflet ("Člověk z masa a člověk jako odraz")
- 1925 – Les Pénitents en maillots roses ("Kajícníci v růžových tričkách")
- 1927 – Le fond de l'eau ("V hloubi vody")
- 1929 – Le tableau de la Bourgeoisie ("Obraz buržoasie")
- 1931 – Rivage ("Pobřeží")
- 1932 – Bourgeois de France et d'ailleurs ("Buržoové ve Francii a jinde")
- 1938 – Ballades

### Česky vyšlo
- Kalíšek na kostky, Torst 2012
- L’enfant Jésus: Jezulátko, Křesťanská akademie 1998
- Noël; Vánoce, J. Černý 1934
- Obrana Tartufova: Ekstase, výčitky, vidiny, modlitby, básně a rozjímání obráceného žida. V. Vokolek 1928